# Contessa di Parma
Contessa di Parma è un film del 1937, diretto da Alessandro Blasetti, generalmente considerato un'eccezione rispetto ai temi ricorrenti nella produzione del regista romano, potendo essere ascritto al filone cinematografico noto come cinema dei telefoni bianchi.

## Trama
Il commendator Ferrari, elegante ed esterofilo direttore della casa di mode Maison Printemps di Torino, che ogni due mesi si reca a Parigi ad attingere idee per il suo lavoro, lancia al campo di corse di Mirafiori due nuovi abiti indossati da Marcella ed Adriana, mannequins della casa, da lui battezzati Comtesse de Parme e Reine Claude. Alle corse, Marcella fa la conoscenza di un famoso calciatore, Gino Vanni, centrattacco della Nazionale, che crede realmente che la ragazza sia una contessa, ingannato anche dalla vistosa macchina che l'accompagna, in realtà di proprietà della casa di mode; inizia così a farle una corte discreta e rispettosa. Anche Marcella si innamora del giovane e, per il timore di perderlo, continua a fare la parte di una contessa, fingendo di abitare al Grand Hotel ed indossando gli abiti lussuosi della casa in cui lavora. Dopo equivoci e malintesi, sarà infine grazie a Marta Rossi - ricca zia di Gino divenuta proprietaria della casa di moda - che i due innamorati coronano la loro unione proprio nel corso di un défilé al Sestriere.

## Produzione
Contessa di Parma, tratto da un soggetto originale del commediografo Gherardo Gherardi, è generalmente considerato un film "minore" tra quelli realizzati da Blasetti, giudizio peraltro condiviso dallo stesso regista che ha spiegato in più occasioni come egli si dedicò a questa opera per necessità di lavoro durante un periodo di difficoltà della sua carriera artistica, provocato da un contrasto con la Direzione della Cinematografia retta a quel tempo da Luigi Freddi. Egli stesso lo definirà infatti, a distanza di quasi quarant'anni, «il più cretino, assieme a Retroscena dei film che ho fatto».

Fotogramma di scena del film con (da sin.) Osvaldo Valenti, Umberto Melnati, Elisa Cegani e Maria Denis

Blasetti alla macchina da presa durante la lavorazione del film a Torino. In basso a destra. Mario Soldati, qui aiuto-regista

Fotogramma del film con Ugo Ceseri ed Antonio Centa

Il film fu girato interamente in Piemonte, soprattutto a Torino (unico film di Blasetti realizzato nella capitale sabauda), con ambientazioni nell'area di Mirafiori - ippodromo ed aeroporto, oggi entrambi non più esistenti, per cui è stato definito anche come "cinema - documento" - nella collina torinese ed allo stadio municipale allora intitolato a Mussolini. All'esterno della città le riprese avvennero presso i Laghi di Avigliana ed al Sestriere. Per gli interni furono utilizzati gli stabilimenti Fert, riaperti per l'occasione dopo un prolungato periodo di chiusura. Le riprese iniziarono a metà novembre 1936 e si protrassero per tutto il periodo invernale, con le ultime scene girate nella località sciistica.
Contessa di Parma (il cui titolo originario era Voglio l'automobile)risulta essere l'unico lungometraggio realizzato nel 1937 dalla I.C.I. del produttore Roberto Dandi, azienda tra le più importanti della cinematografia italiana del periodo (Sarà proprio essa a produrre nel 1942 Ossessione), alla quale collaborarono negli anni trenta alcuni tra i registi italiani più noti come Camerini, Bragaglia e Poggioli, oltre allo stesso Blasetti.
L'ambientazione torinese favorì il coinvolgimento di Mario Soldati, a cui Blasetti riconobbe un decisivo contributo di spirito e di gusto nella stesura del trattamento e che fu anche aiuto regista. Altra collaborazione "torinese" fu quella di Carlo Borghesio, che svolse il compito di assistente. Da segnalare inoltre la partecipazione al tema musicale di Giovanni Fusco, che diventerà nel dopoguerra un intenso collaboratore di Antonioni.
Blasetti, nel presentare il film, lo descrisse come «tutto fondato sulla spigliatezza del dialogo, sulla vivacità della recitazione, sul ritmo delle diverse sequenze, proprio come certi film, quali Accadde una notte oppure È arrivata la felicità,  [ma] l'assenza di pretese con cui si presenta Contessa di Parma non implica assenza di difficoltà». Tra gli obiettivi della pellicola v'era anche quello di esaltare, durante il periodo della Autarchia, il ruolo di Torino quale "città dell'alta moda" e del buon gusto italiani, con costosi ed eleganti abiti appositamente realizzati dalla nota (a quel tempo) casa di mode "Matté", unitamente a temi sportivi, quali lo sci e, soprattutto, il calcio (nel periodo tra le due vittorie mondiali italiane nella Rimet), di sicura presa popolare. Tuttavia l'interprete femminile, Elisa Cegani, lo considerò anche per sé un film di scarsa importanza e di perdita di valore dopo quelli a cui aveva partecipato, tra cui il pirandelliano Ma non è una cosa seria.

## Accoglienza

### Commenti contemporanei
Senza incontrare alcun problema con la censura, il film uscì sugli schermi nell'aprile 1937 ed i commenti che lo accompagnarono, pur riconoscendone la qualità tecnica, concordarono sulla differenza rispetto alle opere precedenti di Blasetti, che - fu scritto - «ha dimostrato di saper fare con dignità quello che non dovrebbe fare, ciò che è lontanissimo dal suo spirito e dal suo temperamento [per cui] è bene che si impegni a non bazzicare più tra gli aristocratici e gli abiti alla moda». Analogamente altri commentatori scrissero che «si direbbe che [Blasetti] abbia voluto fare una civetteria: far vedere come egli sapesse fare un film che, dati i precedenti, appariva a tutti inaspettato [con] una regia abilissima morbida, delicata, sapiente» oppure che «per la prima volta si può parlare di una regia di Blasetti calma, attenta, persino serena». Nonostante il tono disimpegnato del film, venne riconosciuto che esso era «vario, movimentato, piacevole, montato con rara eleganza fotografica e figurativa».

Umberto Melnati ed Elisa Cegani

### Commenti successivi
Anche retrospettivamente i giudizi, soprattutto alla luce dei successivi film diretti da Blasetti negli anni trenta - quaranta, hanno confermato il ruolo di Contessa di Parma come «una sorta di vacanza del Blasetti spettacolare ed epico, quasi un ritorno alla commedia moderna, [anche se] diretto con abilità e non manca di delicatezza». Quindi, nonostante questo film «abbia poco senso in una carriera progettuale come quella di Blasetti, esso conserva ancora una buona qualità di ritmo».

### Risultato commerciale
Per Contessa di Parma, così come per tutta la produzione cinematografica italiana degli anni trenta, non sono disponibili dati ufficiali sugli esiti economici del film. Alcuni commentatori, tuttavia, lo accreditano di un buon successo di pubblico.